# Miguel Ángel Martínez Martínez

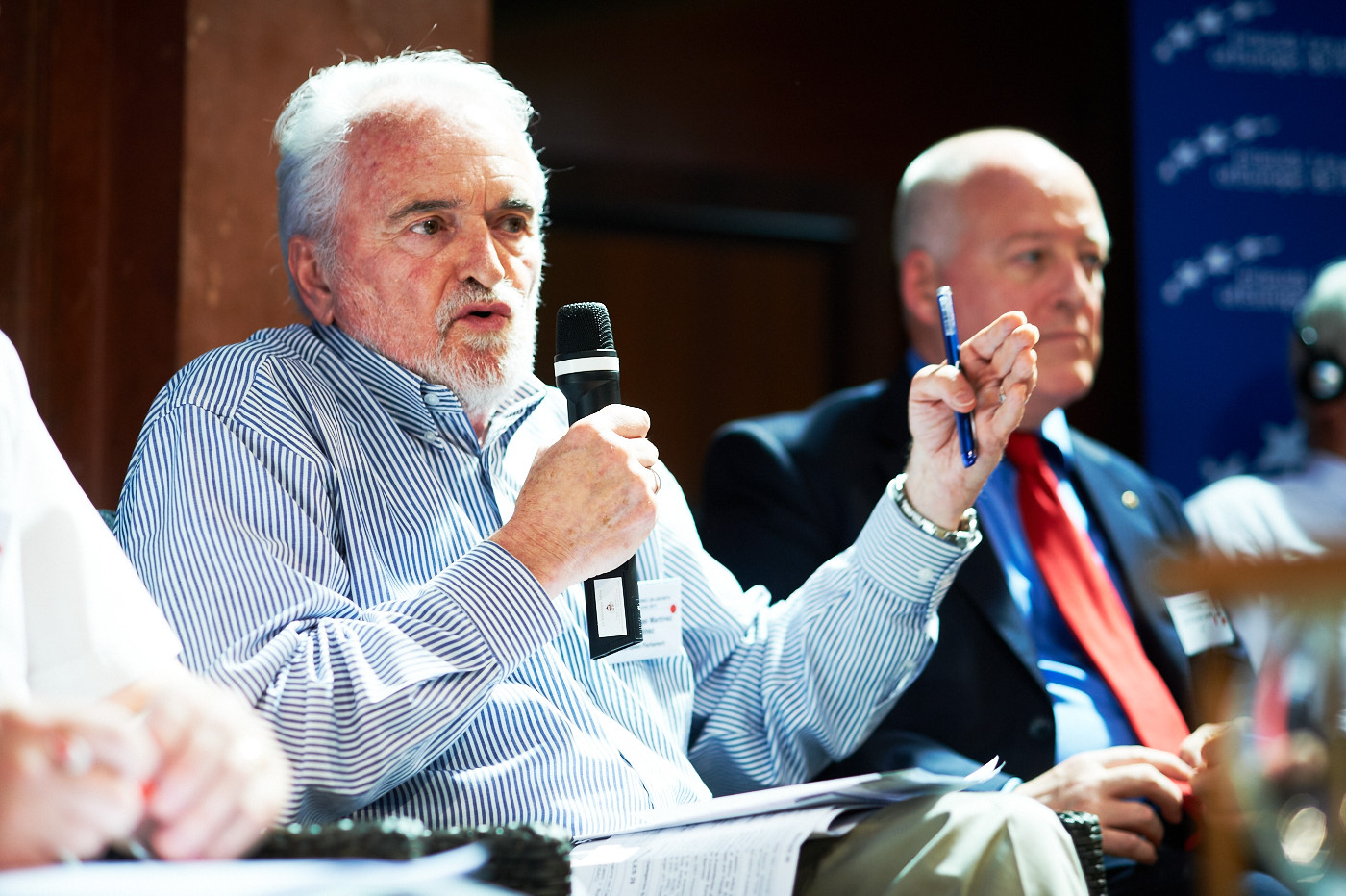
Miguel Ángel Martínez Martínez (2011)

Miguel Ángel Martínez Martínez (* 30. Januar 1940 in Madrid) ist ein spanischer Politiker der sozialdemokratischen PSOE und Mitglied des Europäischen Parlaments. Er war in zahlreichen internationalen sozialistischen Organisationen sowie in interparlamentarischen Gremien aktiv.

## Leben
Martínez studierte in Madrid, Toulouse und Wien und machte früh in den internationalen sozialistischen Organisationen Karriere, deren Tätigkeit in Spanien zu dieser Zeit noch vom Franco-Regime verboten war. 1964 wurde er stellvertretender Generalsekretär der International Union of Socialist Youth, 1966 wurde er deren stellvertretender Vorsitzender sowie Generalsekretär des International Falcon Movement. 1973 wurde er Beauftragter für Gewerkschaftsschulung des Internationalen Bunds Freier Gewerkschaften.
Nach dem Ende der Franco-Diktatur und dem Übergang zur Demokratie wurde Martínez bei den ersten freien Wahlen 1977 für die PSOE in der Provinz Ciudad Real in das spanische Parlament gewählt, dem er bis 1999 durchgängig angehörte. 1980 wurde er Mitglied des Exekutivausschusses der PSOE-nahen Gewerkschaft UGT in der Provinz Ciudad Real, ein Jahr später PSOE-Generalsekretär in der Region Kastilien-La Mancha. 1987 schließlich wurde er in den spanienweiten Parteivorstand der PSOE gewählt.
Zudem war Martínez weiterhin international aktiv und leitete verschiedene interparlamentarische Gremien: Von 1983 bis 1992 war er Vizepräsident und anschließend bis 1996 Präsident der Parlamentarischen Versammlung des Europarats sowie von 1986 bis 1996 Vizepräsident der Parlamentarischen Versammlung der Westeuropäischen Union. Vom 16. September 1997 bis zum 15. Juli 1999 war er Vorsitzender der Interparlamentarischen Union.
Bei der Europawahl 1999 wurde Martínez erstmals in das Europäische Parlament gewählt, dem er seitdem als Mitglied der sozialdemokratischen Fraktion angehört. Seit 2001 ist er Vizepräsident der paritätischen parlamentarischen Versammlung der AKP-Staaten und der EU. Zudem ist er seit der Europawahl 2009 Mitglied in der Delegation für die Beziehungen zum Panafrikanischen Parlament, im Ausschuss für Landwirtschaft und ländliche Entwicklung und im Petitionsausschuss sowie stellvertretender Parlamentspräsident.

## Auszeichnungen
Für seine Tätigkeiten wurde Martínez mit der Goldmedaille der Comenius-Universität Bratislava ausgezeichnet und ist Ehrendoktor der Universität Moskau, der Universität Cluj und der Universität Aberdeen. Zudem wurden ihm der spanische Orden für Verdienste um die Verfassung (1988), das Großkreuz des Zivilverdienstordens (1996) sowie 1999 das Großkreuz des Orden de Isabel la Católica, die höchste Auszeichnung des spanischen Staates, verleihen. Außerdem erhielt er weitere Auszeichnungen in über dreißig Ländern.